# آلنا ورانووا
آلنا ورانووا (چکی: Alena Vránová؛ زادهٔ ۳۰ ژوئیهٔ ۱۹۳۲) بازیگر اهل جمهوری چک است. وی دانش‌آموختهٔ دانشکده تئاتر آکادمی هنرهای نمایشی پراگ است.
از فیلم‌ها یا مجموعه‌های تلویزیونی که وی در آن‌ها نقش داشته است می‌توان به شاهدخت سرفراز و خیابان اشاره نمود.
وی دو بار برندهٔ جایزه تالیا شده است.